# Жуков, Владимир Владимирович
Влади́мир Влади́мирович Жу́ков (27 июля 2005 года, Москва) — российский игрок в дартс. Бронзовый призёр чемпионата России (2023).

## Биография
Дартсом увлёкся случайно на отдыхе. Полноценно начал заниматься в секции у Николая Михалина. Затем уехал в США и на некоторое время приостановил дартс-карьеру. В США занимался баскетболом.
Вернувшись в Россию, возобновил занятия дартсом. Был победителем первенства России вместе с Ксенией Клочек.
В октябре 2023 года стал бронзовым призёром чемпионата России в командном разряде, выступая за сборную Москвы. Его напарниками стали Максим Алдошин, Вадим Бурыкин и Павел Швецов.

## Достижения

### Командный разряд
- Бронзовый призёр чемпионата России (2023)